# اختلال عملکرد اجرایی
اختلال عملکرد اجرایی یا نقص عملکرد اجرایی (به انگلیسی: executive dysfunction)در روان‌شناسی و علوم اعصاب، اختلال در عملکرد کارکردهای اجرایی است. این کارکردها مجموعه‌ای از فرآیندهای شناختی هستند که سایر فرآیندهای شناختی را تنظیم، کنترل و مدیریت می‌کنند. اختلال عملکرد می‌تواند هم به نقایص عصبی‌شناختی و هم به علائم رفتاری اشاره داشته باشد. این اختلال در بسیاری از آسیب‌شناسی‌های روانی و اختلالات روانی و همچنین تغییرات کوتاه‌مدت و بلندمدت کنترل اجرایی غیر بالینی نقش دارد. نقص عملکرد، مکانیسمی است که زمینه فلج اختلال کم‌توجهی بیش‌فعالی(ADHD) را فراهم می‌کند، و در یک زمینه وسیع‌تر، می‌تواند عامل بروز سایر مشکلات شناختی مانند برنامه‌ریزی، سازماندهی، شروع وظایف و تنظیم احساسات باشد که ویژگی اصلی ADHD است و می‌تواند بسیاری از علائم شناخته‌شده دیگر را روشن کند.

## بررسی اجمالی
عملکرد اجرایی یک ساختار نظری است که حوزه‌ای از فرآیندهای شناختی را توصیف می‌کند که وظیفه تنظیم، کنترل و مدیریت سایر فرآیندهای شناختی را بر عهده دارد. عملکرد اجرایی یک مفهوم واحد نیست بلکه توصیف گستره‌ای از مجموعه فرآیندهای درگیر در حوزه‌های خاصی از کنترل شناختی و رفتاری است. فرآیندهای اجرایی بخش جدایی‌ناپذیر عملکرد مغز هستند که به ویژه در زمینه‌های شکل‌گیری هدف، برنامه‌ریزی، اقدام هدفمند، نظارت بر خود، توجه، مهار پاسخ و هماهنگی شناخت پیچیده و کنترل حرکتی برای عملکرد مؤثر ایفای نقش می‌کنند. کاستی‌های کارکردهای اجرایی در همه جمعیت‌ها به درجات مختلف مشاهده می‌شود، اما ناکارآمدی شدید اجرایی می‌تواند اثرات مخربی بر شناخت و رفتار در هر دو زمینه فردی و اجتماعی به در زندگی روزمره داشته باشد.
اختلال در عملکرد اجرایی در همه افراد در مقیاس کوتاه‌مدت و بلند مدت به میزان جزئی رخ می‌دهد. در جمعیت‌های غیر بالینی، به نظر می‌رسد فعال‌سازی فرآیندهای اجرایی مانع از فعال شدن بیشتر همان فرایندها می‌شود که مکانیسمی را برای نوسانات عادی در کنترل اجرایی نشان می‌دهد. همچنین کهولت سن بر کاهش عملکرد اجرایی تأثیرگذار است. به نظر می‌رسد کاهش پردازش حافظه با افزایش سن افراد بر عملکردهای اجرایی تأثیر می‌گذارد که این موضوع حاکی از نقش کلی حافظه در عملکرد اجرایی است.
به نظر می‌رسد که اختلال عملکرد اجرایی شامل اختلالاتی در رفتارهای وظیفه‌محور است که به کنترل اجرایی در مهار پاسخ‌های همیشگی و فعال‌سازی هدف نیاز دارند. این کنترل‌های اجرایی مسئول تنظیم رفتار برای تطبیق تغییرات محیطی با اهداف برای رفتار مؤثر است. اختلال در انعطاف‌پذیری شناختی یکی از ویژگی‌های قابلِ توجه اختلال عملکرد است. انعطاف‌پذیری شناختی یک توانایی برای تغییر تمرکز بر اساس تغییر اهداف و محرک‌های محیطی است. این یک توضیح مختصر برای وقوع رایج رفتارهای تکانشی، بیش‌فعال، بی‌نظم و پرخاشگرانه در بیماران بالینی با اختلال عملکرد اجرایی ارائه می‌دهد. یک پژوهش تازه تأیید می‌کند که فقدان خودکنترلی، تکانشگری بیشتر و بی‌نظمی بیشتر ناشی از ناکارآمدی اجرایی، منجر به مقادیر بیشتری از رفتار پرخاشگرانه می‌شود.
اختلال عملکرد اجرایی در ظرفیت حافظه کاری، ممکن است منجر به درجات مختلفی از آشفتگی عاطفی شود که می‌تواند به صورت افسردگی مزمن، اضطراب، یا بیش هیجانی ظاهر شود. راسل بارکلی یک مدل ترکیبی از نقش بازداری رفتاری در ADHD ارائه کرد که به عنوان مبنایی برای تحقیقات بیشتر در مورد اختلال کم‌توجهی بیش‌فعالی و مفاهیم گسترده‌تر سیستم اجرایی عمل کرده‌است.
سایر علائم متمایز و متمایز ناکارآمدی اجرایی شامل رفتار بهره‌گیرانه (دستکاری/استفاده اجباری از اشیای مجاور، صرفاً به دلیل وجود و دسترسی به آنها و نه یک دلیل کاربردی) و رفتار تقلیدی (تمایل به تکیه بر تقلید به عنوان ابزار اولیه تعامل اجتماعی) است. تحقیقات همچنین نشان می‌دهد که انعطاف‌پذیری اجرایی یک میانجی حافظه رویدادی از دقت احساس شناخت (FOK) است، به طوری که اختلال عملکرد اجرایی ممکن است دقت FOK را کاهش دهد.
شواهدی وجود دارد که نشان می‌دهد ناکارآمدی اجرایی ممکن است اثرات مفید و همچنین اثرات ناسازگاری داشته باشد. آبراهام و همکاران نشان می‌دهد که تفکر خلاق در اسکیزوفرنی توسط ناکارآمدی اجرایی میانجی‌گری می‌شود، و آن‌ها یک علت محکم برای خلاقیت در روان‌پریشی ایجاد می‌کنند، و یک ترجیح شناختی برای تفکر انجمنی گسترده‌تر از بالا به پایین در مقابل تفکر هدف‌محور را مشخص می‌کنند، که بسیار شبیه جنبه‌های ADHD است. فرض بر این است که عناصر روان پریشی هم در ADHD و هم در اسکیزوفرنی/ اسکیزوتایپی به دلیل همپوشانی دوپامین وجود دارد.

## علت بروز
علت اختلال عملکرد اجرایی ناهمگن است؛ زیرا بسیاری از فرآیندهای عصبی‌شناختی در سیستم اجرایی دخیل هستند که هر یک ممکن است توسط طیف وسیعی از عوامل ژنتیکی و محیطی به خطر بیفتند. یادگیری و توسعه حافظه بلندمدت در شدت اختلال عملکرد اجرایی از طریق تعامل پویا با ویژگی‌های عصبی نقش دارد. مطالعات در علوم اعصاب‌شناختی نشان می‌دهد که عملکردهای اجرایی به‌طور گسترده در سراسر مغز توزیع شده‌اند، اگرچه تعداد کمی از نواحی به عنوان عوامل اصلی مجزا شده‌اند. اختلال عملکرد به‌طور گسترده در عصب‌روان‌شناسی بالینی نیز مورد مطالعه قرار گرفته‌است که امکان ایجاد ارتباط را بین علائم این ناهنجاری‌ها و همبسته‌های عصبی آنها فراهم می‌کند. تحقیقات تازه‌تر تأیید می‌کند که اختلال عملکرد اجرایی با اختلالات عصبی رشدی مانند اختلال طیف اوتیسم(ASD) یا اختلال نقص توجه و بیش فعالی(ADHD) همبستگی مثبت دارد.
فرآیندهای اجرایی با قابلیت‌های بازیابی حافظه برای کنترل شناختی کلی ارتباطی درهم‌تنیده دارند. به‌طور خاص، اطلاعات هدف/وظیفه هم در حافظه کوتاه مدت و هم در حافظه بلند مدت ذخیره می‌شود و عملکرد مؤثر مستلزم ذخیره‌سازی و بازیابی مؤثر این اطلاعات است.
اختلال عملکرد اجرایی، موارد متعددی از علائم مشاهده‌شده در بسیاری از جمعیت‌های بالینی را مشخص می‌کند. در مورد آسیب مغزی اکتسابی و بیماری‌های تخریب‌کننده عصبی، یک علت عصبی واضح وجود دارد که علائم ناهنجاری را ایجاد می‌کند. در مقابل، سندرم‌ها و اختلالات بر اساس نشانه‌هایشان تعریف و تشخیص داده می‌شوند نه علت؛ بنابراین، در حالی که بیماری پارکینسون، به عنوان یک بیماری تخریب‌کننده عصبی، باعث اختلال عملکرد اجرایی می‌شود، اختلالی مانند اختلال نقص توجه/بیش فعالی در مجموعه‌ای از علائم تعیین‌شده ذهنی طبقه‌بندی می‌شود که بر اختلال عملکرد اجرایی تأثیر می‌گذارند. مدل‌های فعلی نشان می‌دهند که چنین علائم بالینی‌ای ناشی از اختلال در عملکرد اجرایی هستند.

### فیزیولوژی عصبی
طبق آنچه پیش‌تر گفته شد، عملکرد اجرایی یک مفهوم واحد نیست. مطالعات بسیاری در تلاش برای مشخص کردن دقیق مناطقی از مغز که منجر به اختلال در عملکرد اجرایی می‌شود انجام شده‌است. این مطالعات گاه به تولید اطلاعاتی متناقض می‌انجامد که نشان‌دهنده توزیع گسترده و ناهمگن چنین عملکردهایی است. در حال حاضر یک فرض رایج این است که اختلال در فرآیندهای کنترل اجرایی با آسیب‌شناسی در نواحی پیش‌پیشانی مغز مرتبط است. این فرض حدی از سوی ادبیات موضوعی اولیه تأیید می‌شود، که هم فعالیت قشر پیش‌پیشانی و هم ارتباط بین این قشر با سایر مناطق مرتبط با عملکردهای اجرایی مانند عقده‌های قاعده‌ای و مخچه را نشان می‌دهد.
دیدگاه نوظهور به این نکته اشاره می‌کنند که فرآیندهای شناختی از شبکه‌هایی تحقق می‌یابند که چندین پایگاه قشری با عملکردهای نزدیک و هم‌پوشانی دارند. یک چالش برای تحقیقات آینده، نقشه‌برداری از مناطق متعدد مغز است که ممکن است بسته به نیازهای کار، به روش‌های گوناگونی با یکدیگر ترکیب شوند.

### ژنتیک
ژن‌های خاصی با همبستگی واضح با اختلال عملکرد اجرایی و آسیب‌شناسی روانی مرتبط شناسایی شده‌اند. به گفته فریدمن و همکاران. (۲۰۰۸)، وراثت‌پذیری کارکردهای اجرایی یکی از بالاترین ویژگی‌های روانشناختی است.

## سنجش و اندازه‌گیری
چندین معیار وجود دارد که می‌توان از آنها برای ارزیابی قابلیت‌های عملکرد اجرایی یک فرد استفاده کرد. اگرچه یک فرد غیرحرفه‌ای آموزش‌دیده که خارج از یک محیط سازمان‌یافته کار می‌کند، می‌تواند بسیاری از این اقدامات را به‌طور قانونی و شایسته انجام دهد، اما یک متخصص آموزش‌دیده که آزمون را در یک محیط استاندارد انجام می‌دهد، دقیق‌ترین نتایج را به‌دست خواهد آورد.

### آزمون ترسیم ساعت
آزمون ترسیم ساعت (CDT) یک کار شناختی مختصر است که می‌تواند توسط پزشکانی که بر اساس شرح حال و معاینه فیزیکی مشکوک به اختلال عملکرد عصبی هستند، استفاده شود. آموزش کارکنان غیرحرفه‌ای هم برای برگزاری این آزمون نسبتاً آسان است؛ بنابراین می‌توان این آزمون را به‌راحتی در محیط‌های آموزشی و سالمندی اجرا کرد. این آزمون می‌تواند به عنوان یک اقدام مقدماتی برای تشخیص احتمال نقص‌های بیشتر/آتی مورد استفاده قرار گیرد. تفاوت‌های نسلی، آموزشی و فرهنگی به عنوان عاملی تأثیرگذار بر سودمندی این آزمون در نظر گرفته نمی‌شوند.
روند آزمون با درخواست از شرکت‌کننده برای کشیدن ساعتی که زمان خاصی را نشان می‌دهد (عموماً ۱۱:۱۰) شروع می‌شود. پس از اتمام کار، مدیر آزمون یک ساعت را با عقربه‌ها در همان زمان مشخص می‌کشد. سپس از بیمار خواسته می‌شود که تصویر را کپی کند. خطاها در ترسیم ساعت بر اساس دسته‌بندی‌های زیر طبقه‌بندی می‌شوند: حذف‌ها، تداوم‌ها، چرخش‌ها، جابجایی‌ها، اعوجاج‌ها، جایگزینی‌ها و اضافات. حافظه، تمرکز، شروع، انرژی، وضوح ذهنی و بلاتکلیفی معیارهایی هستند که در طول این فعالیت نمره‌گذاری می‌شوند. کسانی که در عملکرد اجرایی دچار نقص هستند اغلب در ساعت اول اشتباه می‌کنند اما در ساعت دوم اشتباه نمی‌کنند. به عبارت دیگر، آنها قادر به تولید نمونه خود نیستند اما در کار کپی مهارت نشان می‌دهند.

### استروپ
مکانیسم شناختی درگیر در تکلیف استروپ، توجه هدایت‌شده نامیده می‌شود. درگیرشدن شرکت‌کننده در این تکلیف، امکان ارزیابی فرآیندهایی مانند مدیریت توجه، سرعت و دقت خواندن کلمات و رنگ‌ها و مهار محرک‌های رقابتی را فراهم کند. محرک کلمه‌ای رنگی است که با رنگی متفاوت از آنچه که کلمه نوشته شده، چاپ می‌شود. برای مثال کلمه قرمز با فونت آبی نوشته شده می‌شود. فرد باید به صورت شفاهی رنگی را که کلمه در آن نمایش داده‌شده‌است را بازگو کند، در حالی که اطلاعات ارائه شده توسط کلمه نوشته شده را نادیده می‌گیرد. در این مثال، این امر مستلزم آن است که شرکت کننده هنگام ارائه محرک، بگوید «آبی». اگرچه اکثر افراد در صورت دادن متن ناسازگار در مقابل رنگ فونت، مقداری کندی را نشان می‌دهند، اما این در افرادی که دارای نقص در بازداری هستند، شدیدتر است. تکلیف استروپ از این واقعیت بهره می‌برد که اکثر انسان‌ها در خواندن کلمات رنگی آنقدر مهارت دارند که نادیده گرفتن این اطلاعات و تشخیص، بازشناسی و گفتن رنگی که کلمه با آن چاپ شده‌است بسیار دشوار است. وظیفه استروپ ارزیابی پویایی توجه و انعطاف‌پذیری است. تغییرات مدرن‌تر آزمون استروپ دشوارتر هستند و اغلب سعی می‌کنند حساسیت تست را محدود کنند.

### آزمون ساخت مسیر
یکی دیگر از آزمون‌های برجسته اختلال عملکرد اجرایی به نام آزمون ساخت مسیر شناخته می‌شود. این آزمون از دو بخش اصلی (قسمت الف و قسمت ب) تشکیل شده‌است. بخش B با بخش A به‌طور خاص از این جهت متفاوت است که عوامل پیچیده‌تر کنترل و ادراک حرکتی را ارزیابی می‌کند. بخش B آزمون ساخت مسیر شامل چندین دایره حاوی حروف (از A تا L) و اعداد (ا تا ۱۲) است. وظیفه شرکت‌کننده از این آزمون این است که دایره‌ها را به ترتیب، به‌طور متناوب بین عدد و حرف (مثلاً ۱-A-2-B) از ابتدا تا انتها به هم متصل کند. شرکت‌کننده ملزم است که مداد خود را از صفحه بلند نکند. از این ابزار به عنوان وسیله‌ای برای ارزیابی سرعت پردازش زمان‌بندی‌شده نیز استفاده می‌شود. وظایف تعویض مجموعه در قسمت B نیازهای انتخاب حرکتی و ادراکی پایینی دارند و بنابراین شاخص واضح‌تری از عملکرد اجرایی ارائه می‌دهند. در طول این کار، برخی از مهارت‌های عملکرد اجرایی که اندازه‌گیری می‌شوند عبارتند از تکانش‌گری، توجه بصری و سرعت حرکتی.

### تست مرتب‌سازی کارت ویسکانسین
آزمون مرتب‌سازی کارت ویسکانسین (WCST) برای تعیین شایستگی یک فرد در استدلال انتزاعی، و توانایی تغییر استراتژی‌های حل مسئله در صورت نیاز استفاده می‌شود. این توانایی‌ها در درجه اول توسط لوب‌های فرونتال و عقده‌های قاعده‌ای تعیین می‌شوند که اجزای حیاتی عملکرد اجرایی هستند.
این آزمون از یک دسته ۱۲۸ کارتی استفاده می‌کند که شامل چهار کارت محرک است. ارقام روی کارت‌ها از نظر رنگ، کمیت و شکل متفاوت هستند. سپس به شرکت کنندگان انبوهی از کارت‌های اضافی داده می‌شود و از آنها خواسته می‌شود که هر کدام را با یکی از کارت‌های قبلی مطابقت دهند. به‌طور معمول، کودکان بین ۹ تا ۱۱ سال می‌توانند انعطاف‌پذیری شناختی مورد نیاز برای این آزمون را نشان دهند.

## در جمعیت‌های بالینی
طیف گسترده‌ای از عملکردهای سیستم اجرایی به طیف گسترده‌ای از فرآیندهای عصبی-شناختی متکی است و در آنها مؤثر است. بروزهای بالینی اختلال شدید اجرایی که به بیماری یا اختلال خاصی مرتبط نیست، به عنوان یک سندرم ناهنجار طبقه‌بندی می‌شود و اغلب به دنبال آسیب به لوب‌های پیشانی قشر مغز ظاهر می‌شود. در نتیجه، اختلال در عملکرد اجرایی از نظر سبب‌شناختی و/یا به‌طور همزمان در بسیاری از بیماری‌های روان‌پزشکی دخیل است، که اغلب علائم مشابه سندرم نارسایی را نشان می‌دهند. در مورد با اختلالات رشد شناختی، اختلالات روان‌پریشی، اختلالات عاطفی، و اختلالات سلوک و همچنین بیماری‌های عصبی و آسیب اکتسابی مغزی (ABI) ارزیابی و تحقیقات گسترده‌ای انجام شده‌است.

### اسکیزوفرنی
اسکیزوفرنی معمولاً به عنوان یک اختلال روانی توصیف می‌شود که در آن فرد به دلیل اختلال در الگوی تفکر و ادراک از واقعیت جدا می‌شود. اگرچه علت آن به‌طور کامل شناخته نشده‌است، اما ارتباط نزدیکی با فعالیت دوپامینرژیک دارد و به شدت با عناصر عصبی شناختی و ژنتیکی اختلال عملکرد اجرایی مرتبط است. افراد مبتلا به اسکیزوفرنی ممکن است در بخش‌هایی از حافظه رویدادی خود دچار یادزدودگی شوند. آسیب مشاهده شده به حافظه آشکار و آگاهانه به‌طور کلی به افکار از هم گسیخته و تکه‌تکه‌ای نسبت داده می‌شود که مشخصه این اختلال است. این افکار تکه‌تکه سبب ایجاد یک سازمان‌دهی غیرمنسجم در حافظه در طول رمزگذاری و ذخیره‌سازی می‌شود که بازیابی را دشوارتر می‌کند. با این حال، حافظه ناآشکار به‌طور کلی در بیماران مبتلا به اسکیزوفرنی حفظ می‌شود.
بیماران مبتلا به اسکیزوفرنی عملکرد ضعیفی را در معیارهای توجه و تمرکز بصری و کلامی و همچنین در یادآوری فوری رقم نشان می‌دهند که این نکته گویای آن است که نقایص مشاهده‌شده را نمی‌توان به نقص توجه یا حافظه کوتاه‌مدت نسبت داد. با این حال، عملکرد مختل بر روی معیارهای روان‌سنجی که برای ارزیابی عملکرد اجرایی مرتبه بالاتر فرض شده بودند، اندازه‌گیری شد. حافظه کاری و اختلالات چندوظیفه ای معمولاً مشخصه این اختلال هستند. افراد مبتلا به اسکیزوفرنی نیز نقص در مهار پاسخ و انعطاف‌پذیری شناختی دارند از خود نشان می‌دهند.
.

### اختلال کمبود توجه بیش فعالی
سه‌گانه علائم اصلی - بی‌توجهی، بیش‌فعالی و تکانش‌گری - مشخصه اختلال بیش فعالی کمبود توجه است. افراد مبتلا به این اختلال، اغلب مشکلاتی را در سازماندهی، نظم و انضباط و تعیین اولویت‌ها تجربه می‌کنند و این مشکلات اغلب از دوران کودکی تا بزرگسالی ادامه دارند. هم در کودکان و هم در بزرگسالان مبتلا به ADHD، یک اختلال اجرایی اساسی شامل نواحی جلوی مغز و سایر ساختارهای زیر قشری به هم پیوسته یافت شده‌است. در نتیجه، افراد مبتلا به ADHD معمولاً در کنترل تداخل، انعطاف‌پذیری ذهنی و روانی کلامی ضعیف‌تر از کنترل‌های مشابه عمل می‌کنند. همچنین، اختلال مرکزی بیشتر در خود تنظیمی در موارد ADHD مشاهده می‌شود. با این حال، برخی از تحقیقات این احتمال را مطرح کرده‌اند که شدت اختلال عملکرد در افراد مبتلا به ADHD با افزایش سن کاهش می‌یابد، زیرا آنها یادمی‌گیرند که نقایص گفته‌شده را جبران کنند. بنابراین، کاهش در اختلال عملکرد اجرایی در بزرگسالان مبتلا به ADHD در مقایسه با کودکان مبتلا به ADHD، منعکس‌کننده راهبردهای جبرانی به کار گرفته شده از جانب بزرگسالان (مثلاً استفاده از برنامه برای سازماندهی وظایف) به جای تفاوت‌های عصبی است.
اگرچه ADHD معمولاً در یک پارادایم تشخیصی طبقه‌بندی شده‌است، پیشنهاد شده‌است که این اختلال باید در یک مدل رفتاری ابعادی‌تر در نظر گرفته شود که عملکردهای اجرایی را به نقص‌های مشاهده‌شده مرتبط می‌کند. طرفداران این نظریه استدلال می‌کنند که تصورات کلاسیک ADHD به اشتباه مشکل را در ادراک (ورودی) فرض می‌کنند و نه بر فرآیندهای درونی که در تولید رفتار مناسب (خروجی) نقش دارند. علاوه بر این، برخی دیگر نظریه داده‌اند که توسعه مناسب مهار (که در افراد مبتلا به ADHD دیده می‌شود) برای عملکرد طبیعی سایر توانایی‌های روان‌شناختی مانند حافظه کاری و خودتنظیمی هیجانی ضروری است؛ بنابراین، در این مدل، اختلالات مهار به عنوان رشدی و نتیجه سیستم‌های اجرایی غیرعادی در نظر گرفته می‌شود.

### اختلال طیف اوتیسم
اختلال اوتیسم با توجه به وجود اختلالات رشدی قابل توجه در تعاملات اجتماعی و ارتباطی و همچنین اختلالات حرکتی، فعالیت‌ها و/یا علایق تکراری و کلیشه‌ای تشخیص داده می‌شود. این اختلال بر اساس رفتار تعریف می‌شود، زیرا هیچ نشان‌گر بیولوژیکی خاصی مشخص نشده‌است. به دلیل تنوع شدت و اختلال عملکردی که افراد اوتیسم نشان می‌دهند، این اختلال معمولاً به عنوان یک طیف شدت در نظر گرفته می‌شود.
افراد اوتیستیک معمولاً در سه حوزه اصلی عملکرد اجرایی دچار اختلال می‌شوند:
- روانی: بر تسلط به توانایی ایجاد ایده‌ها و پاسخ‌های جدید اشاره دارد. اگرچه جمعیت بزرگسال تا حد زیادی در این حوزه تحقیقاتی کمتر مورد توجه قرار گرفته‌اند، یافته‌ها نشان می‌دهد که کودکان اوتیستیک کلمات و ایده‌های جدید کمتری تولید می‌کنند و پاسخ‌های پیچیده کمتری نسبت به گروه کنترل همسان ایجاد می‌کنند.[۴۶]
- برنامه‌ریزی: به فرآیندی پیچیده و پویا اشاره دارد که در آن باید یک توالی از اقدامات برنامه‌ریزی شده ایجاد، کنترل، ارزیابی مجدد و به روز شود. افراد مبتلا به اوتیسم در انجام وظایفی که به توانایی برنامه‌ریزی نیاز دارند، نسبت به افراد با عملکرد طبیعی، اختلال نشان می‌دهند و این اختلال در طول زمان حفظ می‌شود.
- انعطاف‌پذیری: آن‌گونه که در افراد مبتلا به اوتیسم دیده می‌شود، با رفتار وسواس‌گونه، کلیشه‌ای و اختلال در تنظیم و تعدیل اعمال حرکتی مشخص می‌شود. برخی از تحقیقات نشان داده‌اند که افراد مبتلا به اوتیسم دچار نوعی «گیر افتادن در سیستم» هستند که خاص این اختلال است. این اختلالات در نمونه‌های بین فرهنگی بروز کرده‌اند و نشان داده شده‌است که در طول زمان باقی می‌مانند. افراد مبتلا به اوتیسم همچنین در واکنش و انجام وظایفی که به انعطاف‌پذیری ذهنی نیاز دارند، نسبت به همسالان طبیعی خود کندتر عمل می‌کنند.[۴۷]

به‌طور کلی، افراد اوتیستیک در کارهایی که نیازی به ذهنی‌سازی ندارند، عملکرد نسبتاً خوبی از خود نشان می‌دهند. این کارها عبارتند از: استفاده از کلمات معطوف به میل و احساسات، توالی تصاویر رفتاری، و تشخیصحالات احساسی اساسی چهره. در مقابل، این افراد معمولاً در کارهایی که نیاز به ذهنی‌سازی دارند، عملکرد ضعیفی نشان می‌دهند. این کارها عبارتند از: باورهای نادرست، استفاده از کلمات اعتقادی و ایده‌ای، توالی تصاویر ذهنی، و تشخیص احساسات پیچیده مانند طرح‌ریزی.

### اختلال دوقطبی
اختلال دوقطبی یک اختلال خلقی است که با تغییرات شدید در خلق، از هیجان‌زدگی و انرژی زیاد (مانیا) تا افسردگی و ناامیدی مشخص می‌شود. این تغییرات خلقی گاهی به سرعت (در عرض چند روز یا چند هفته) و گاهی کندتر (در عرض چند هفته یا چند ماه) رخ می‌دهد. تحقیقات کنونی شواهد قوی از اختلالات شناختی در افراد مبتلا به اختلال دوقطبی، به ویژه در عملکرد اجرایی و یادگیری زبان، ارائه می‌دهد. علاوه بر آن، به نظر می‌رسد این اختلالات شناختی در بین فرهنگ‌های مختلف یکسان باشند که نشان می‌دهد این اختلالات به تفاوت‌های فرهنگی، ارزش‌ها، هنجارها یا شیوه‌های عمل وابسته نیستند. مطالعات تصویربرداری کارکردی نشان داده‌اند که ناهنجاری‌هایی در قشر پیش‌پیشانی دور و قشر شکنج پیشانی قدامی وجود دارد که در افراد مبتلا به اختلال دوقطبی از نظر حجمی متفاوت است.
افراد مبتلا به اختلال دوقطبی دارای اختلالاتی در تفکر استراتژیک، کنترل تکانه، حافظه کاری، توجه و شروع فعالیت هستند که مستقل از وضعیت عاطفی آنها است. در مقابل اختلال شناختی گسترده‌تر در افراد مبتلا به اسکیزوفرنی، اختلالات در وضعیت دوقطبی به‌طور معمول شدت کمتری دارد و محدودتر است. بیماران مبتلا به اختلال دوقطبی با سابقه روان‌پریشی در مقایسه با بیماران دوقطبی بدون سابقه روان‌پریشی در اندازه‌گیری‌های عملکرد اجرایی و حافظه کاری فضایی اختلال بیشتری نشان دادند. این بیان‌گر آن است که علائم روان پریشی با اختلال اجرایی مرتبط هستند.

### پارکینسون
بیماری پارکینسون عمدتاً به آسیب ساختارهای مغزی زیر قشری مربوط می‌شود و معمولاً علاوه بر مشکلات حرکتی، با مشکلات حافظه و تفکر همراه است. افراد مبتلا به پارکینسون اغلب در حافظه کاری - یکی از اجزای عملکرد اجرایی - دچار مشکل می‌شوند. اختلالات شناختی یافت‌شده در روند اولیه پارکینسون به نظر می‌رسد عمدتاً شامل عملکردهای اجرایی قدامی هستند. علاوه بر این، مطالعات در مورد نقش دوپامین در شناخت بیماران مبتلا به پارکینسون نشان داده‌اند که این بیماران با مکمل دوپامین نامناسب، عملکرد ضعیف‌تری در اندازه‌گیری عملکردهای اجرایی دارند. این نشان می‌دهد که دوپامین ممکن است در تسهیل فرآیندهای کنترل اجرایی کمک‌کننده باشد.
افزایش حواس‌پرتی، مشکلات در شکل‌گیری مجموعه و حفظ و تغییر مجموعه‌های توجهی، اختلالات در عملکردهای اجرایی مانند برنامه‌ریزی خود هدایت‌شده، حل مسئله و حافظه کاری گزارش شده‌است. به‌طور خاص، افراد مبتلا به بیماری پارکینسون در زمینه‌های زیر دچار اختلال می‌شوند:
- حافظه کاری فضایی
  - بیماران پارکینسون اغلب در به‌روزرسانی اطلاعات فضایی و جهت‌یابی مشکل دارند. آنها به همان شیوه‌ای که یک فرد معمولی تقریباً به صورت خودکار انجام می‌دهد، اطلاعات زمینه‌ای مکانی را ردیابی نمی‌کنند. به همین ترتیب، آنها اغلب در به یاد سپردن مکان اشیایی که اخیراً دیده‌اند مشکل دارند و در نتیجه در رمزگذاری این اطلاعات در حافظهٔ بلندمدت نیز مشکل دارند.[۵۳]
- جنبه‌های اجرایی مرکزی
  - بیماری پارکینسون معمولاً با دشواری در تنظیم و کنترل جریان افکار و نحوه استفاده از حافظه برای هدایت رفتارهای آینده مشخص می‌شود. همچنین، افراد مبتلا به این بیماری اغلب رفتارهای مکرر مانند ادامه تعقیب هدف پس از تکمیل آن یا عدم توانایی در پذیرش استراتژی جدیدی که ممکن است برای دستیابی به هدف مناسب‌تر باشد را نشان می‌دهند. با این حال، برخی تحقیقات از سال ۲۰۰۷ نشان می‌دهد که بیماران مبتلا به پارکینسون ممکن است در واقع کمتر در پی هدف خود باشند و ممکن است وظایف را زودتر رها کنند وقتی با مشکلاتی با سطح دشواری بالاتر روبرو می‌شوند.[۵۱]
- از دست دادن حافظه رویدادی
  - در بیماران مبتلا به بیماری پارکینسون، از دست دادن حافظه رویدادی معمولاً یک شیب زمانی را نشان می‌دهد که در آن به‌طور کلی خاطرات قدیمی‌تر بیش از خاطرات جدیدتر حفظ می‌شوند. همچنین، در حالی که فراموشی محتوای رویداد در پارکینسون کمتر از آلزایمر است، این امر برای داده‌های رویداد برعکس است.[۵۴]
- جانمایی وقایع در زمان
  - بیماران مبتلا به پارکینسون اغلب در توانایی خود برای ترتیب‌دادن اطلاعات یا تاریخ‌گذاری رویدادها دچار اختلال می‌شوند. بخشی از این مشکلات به دلیل مشکل اساسی در همگام‌سازی یا برنامه‌ریزی استراتژی‌های بازیابی است، نه شکست در سطح رمزگذاری یا ذخیره اطلاعات در حافظه. این کمبود همچنین احتمالاً به دلیل مشکل اساسی در بازیابی صحیح اطلاعات اسکریپت است. بیماران مبتلا به پارکینسون اغلب نشانه‌هایی از سرکوب‌های بی‌ربط، ترتیب نادرست رویدادها و حذف اجزای جزئی در بازیابی اسکریپت دارند که منجر به کاربرد نامنظم و نامناسب اطلاعات اسکریپت می‌شود.

### درمان

#### دارو درمانی
داروهای بر پایه متیل فنیدات و آمفتامین خط اول درمان برای ADHD هستند. به‌طور متوسط، این محرک‌ها در درمان علائم اصلی ADHD از جمله اختلال عملکرد اجرایی موثرتر از درمان روانی اجتماعی به تنهایی هستند. اثربخشی آنها در درمان ADHD در میان داروهای روانگردانی که بیماری‌های روان‌پزشکی را درمان می‌کنند، بالاترین اثربخشی است. درمان با متیل فنیدات یا سایر داروهای ADHD علائم اصلی ADHD را به‌همراه یا بدون درمان روانی-اجتماعی کاهش می‌دهد. با این حال، روان‌درمانی اجتماعی ممکن است مزایای دیگری را به همراه داشته باشد.

#### روان‌درمانی اجتماعی
از سال ۱۹۹۷، استفاده تجربی و بالینی درمان‌روانی اجتماعی برای بزرگسالان مبتلا به اختلال عملکرد اجرایی، و به ویژه اختلال نقص توجه/بیش فعالی وجود داشته‌است. روان‌درمانی اجتماعی به جنبه‌های متعدد مشکلات اجرایی می‌پردازد و همان‌طور که از نامش پیداست، کمبودهای تحصیلی، شغلی و اجتماعی را پوشش می‌دهد. روان‌درمانی اجتماعی تسهیل‌گر بهبودهای قابل توجهی در علائم اصلی اختلال عملکردی مانند مدیریت زمان، سازماندهی و عزت نفس است. آموزش رفتاری والدین (به انگلیسی: behavioral parent training)(BPT) به والدین کمک می‌کند تا با کمک یک متخصص بهداشت روان آموزش‌دیده یاد بگیرند که چگونه به رفتار بهتر فرزندشان کمک کنند. این موضوع استفاده صحیح از پاداش و تنبیه را با کودک مشخص می‌کند، که عمدتاً از روش‌های تقویت مثبت و منفی به جای تنبیه استفاده می‌کند. درمان‌های روانی اجتماعی برای بزرگسالان مبتلا به اختلال نقص توجه/بیش فعالی (ADHD) نیز مؤثر است. یک مطالعه نشان می‌دهد که تعدادی از مداخلات روانی اجتماعی مفید وجود دارد که به بزرگسالان مبتلا به ADHD کمک می‌کند تا زندگی بهتری نیز داشته باشند. اینها شامل آموزش ذهن آگاهی، رفتار درمانی شناختی و همچنین آموزش برای کمک به شرکت کنندگان در تشخیص رفتارهای مشکل‌ساز در زندگی خود بود.

#### رفتاردرمانی شناختی و توان‌بخشی گروهی
رفتاردرمانی شناختی (CBT) یک درمان رایج برای اختلال عملکرد اجرایی است، اما اثربخشی محدودی را نشان داده‌است. با این حال، مطالعه CBT در یک محیط توانبخشی گروهی افزایش قابل توجهی را در نتیجه مثبت درمان در مقایسه با درمان فردی نشان داد. خوداظهاری بیماران از علائم در ۱۶ مورد مختلف ADHD (مرتبط به عملکرد اجرایی) پس از دوره درمان کاهش یافت.

#### درمان بیماران مبتلا به آسیب مغزی اکتسابی
استفاده از محرک‌های شنوایی در درمان سندرم نارسایی اجرایی مورد بررسی قرار گرفته‌است. ارائه محرک‌های شنوایی باعث ایجاد وقفه در فعالیت جاری می‌شود که به نظر می‌رسد با افزایش توانایی بیماران برای نظارت بر زمان و تمرکز بر اهداف، به جلوگیری از «غفلت از هدف» کمک می‌کند. با توجه به چنین محرک‌هایی، آزمودنی‌ها دیگر کمتر از میانگین ضریب هوشی گروه سنی خود عمل نمی‌کردند.
بیماران مبتلا به آسیب مغزی اکتسابی نیز در معرض آموزش مدیریت هدف (به انگلیسی: goal management training) قرار گرفته‌اند. این مهارت‌ها با وظایف کاغذ و مداد مرتبط است که برای بیمارانی که در تعیین اهداف مشکل دارند مناسب است.

### رشد
درک این که چگونه اختلال عملکرد اجرایی شکل‌گیری رشد را تحت تأثیر قرار می‌دهد، تأثیراتی در نحوه درک ما از عملکردهای اجرایی و نقش آنها در شکل‌گیری فرد دارد. اختلالاتی مانند ADHD در کودکان، همراه با اختلال نافرمانی مقابله‌جویانه، اختلال سلوک، اوتیسم با عملکرد بالا و سندرم تورت، همه به‌طور بالقوه با اختلال عملکرد اجرایی مرتبط هستند. تمرکز اصلی تحقیقات فعلی بر حافظه کاری، برنامه‌ریزی، انعطاف‌پذیری شناختی، مهار و سیالیت بوده‌است. این تحقیقات نشان می‌دهد که تفاوت‌هایی بین افراد با عملکرد معمولی، گروه‌های کنترل و گروه‌های بالینی، در اندازه‌گیری عملکرد اجرایی وجود دارد.
برخی تحقیقات شواهدی مبنی بر ارتباطی بین توانایی کودک برای به دست آوردن اطلاعات در مورد دنیای اطراف خود و توانایی غلبه بر احساسات به منظور رفتار مناسب یافته‌اند. یک مطالعه از کودکان خواسته بود تا یک کار را از یک سری آزمون‌های روان‌شناختی انجام دهند تا عملکرد آنها به عنوان معیاری برای عملکرد اجرایی مورد استفاده قرار گیرد. این آزمون‌ها شامل ارزیابی عملکردهای اجرایی (خودتنظیمی، نظارت، توجه، انعطاف‌پذیری در تفکر)، زبان، حسی-حرکتی، دیداری-فضایی و یادگیری، علاوه بر ادراک اجتماعی بود. یافته‌ها حاکی از آن است که رشد نظریه ذهن در کودکان کوچک‌تر با توانایی‌های کنترل اجرایی با اختلال در رشد در افرادی که نشانه‌های اختلال عملکرد اجرایی را نشان می‌دهند، مرتبط است.

### دیدگاه تکاملی
از دیدگاه تکاملی، فرض بر این است که سیستم اجرایی ممکن است برای چندین هدف تطبیقی تکامل یافته باشد. لوب پیشانی انسان با عملکردهای اجرایی فراشناختی و عاطفی مرتبط است. نظریه و شواهد نشان می‌دهد که لوب‌های پیشانی در سایر پستانداران نیز مسئول و تنظیم‌کننده احساسات هستند، اما توانایی‌های فراشناختی را که در انسان دیده می‌شود، نشان نمی‌دهند. این منحصر به فرد بودن سیستم اجرایی برای انسان‌ها بیانگر این واقعیت است که محیط نیاکان انسان نیز منحصر به فرد بوده‌است، که نیاز به عملکردهای اجرایی برای سازگاری با آن محیط را ایجاد کرده‌است. برخی از نمونه‌های مشکلات سازگاری بالقوه که با تکامل سیستم اجرایی حل می‌شدند عبارتند از: مبادلات اجتماعی، تقلید و یادگیری مشاهده‌ای، درک آموزشی بهبود یافته، ساخت ابزار و استفاده از آن ارتباطات مؤثر.

## همبودی، وجود همزمان دو بیماری
مشکلات انعطاف‌پذیری بیشتر به اضطراب و مشکلات فراشناختی بیشتر به افسردگی مربوط می‌شود.

## پیامدهای فرهنگی-اجتماعی

### تحصیلات
در محیط کلاس درس، کودکان مبتلا به اختلال عملکردهای اجرایی معمولاً نقص‌های مهارتی‌ای را نشان می‌دهند که می‌توان آنها را در دو حوزه کلی طبقه‌بندی کرد: الف) مهارت‌های خودتنظیمی. و ب) مهارت‌های هدف‌گرا. جدول زیر اقتباسی از خلاصه مک‌دوگال است و نمای کلی از کاستی‌های عملکرد اجرایی خاص را که معمولاً در محیط کلاس مشاهده می‌شوند، ارائه می‌کند. همچنین نمونه‌هایی از چگونگی ظاهر شدن این کمبودها در رفتار ارائه می‌دهد.
مهارت‌های خودتنظیمی
| زمینه کمبودها | نمودها در کلاس درس |
| --- | --- |
| ادراک: آگاهی از چیزی که در محیط اتفاق می‌افتد | "نمی‌بیند" چه اتفاقی می‌افتد. دستورالعمل‌ها را "نمی‌شنود". |
| مدولاسیون: آگاهی از میزان تلاش لازم برای انجام موفقیت‌آمیز یک کار | میزان بالای خطا در سطوح آسان و موفقیت در سطوح سخت‌تر. نشان می‌دهد که دانش آموز برآورد می‌کند که کار «آسان» است و نمی‌تواند آن را به درستی انجام دهد. زمانی که دانش آموز متوجه شود که کار دشوارتر از آنچه است در ابتدا تصور می‌کرد، عملکرد بهبود می‌یابد. |
| توجه پایدار: توانایی تمرکز روی یک کار یا موقعیت با وجود حواس‌پرتی، خستگی یا کسالت                                                                                              | کار را آغاز می‌کند، اما به‌طور پیوسته به کار خود ادامه نمی‌دهد. به راحتی حواس‌پرت می‌شود؛ به راحتی خسته می‌شود؛ گله می‌کند که کار خیلی طولانی یا خیلی کسل‌کننده است.                                                                                       |
| انعطاف‌پذیری. توانایی تغییر تمرکز، انطباق با شرایط متغیر یا بازنگری در برنامه‌ها در مواجهه با موانع، اطلاعات جدید یا اشتباهات (می‌تواند به عنوان «انطباق‌پذیری» در نظر گرفته شود) | کند حرکت کردن از یک فعالیت به فعالیت دیگر، تمایل به ماندن در یک برنامه یا استراتژی حتی پس از اثبات غیر مؤثر بودن آن، پایبندی سختگیرانه به روال‌ها امتناع از در نظر گرفتن اطلاعات جدید                                                               |
| حافظه کاری. قابلیت نگهداری اطلاعات در حافظه هنگام انجام کارهای پیچیده با اطلاعات                                                                                              | دستورالعمل‌ها را فراموش می‌کند (مخصوصاً اگر چند مرحله‌ای باشد). مکرراً درخواست تکرار اطلاعات می‌کند. کتاب‌ها را در خانه یا مدرسه جا می‌گذارد. نمی‌تواند محاسبات ذهنی انجام دهد. مشکل در برقراری پیوند با اطلاعات آموخته‌شده قبلی، مشکل در درک مطلب           |
| بازداری پاسخ. توانایی فکر کردن قبل از اقدام (نقص‌ها اغلب به عنوان «تکانشگری» مشاهده می‌شوند)                                                                                    | به نظر می‌رسد بدون فکر عمل می‌کند. حواسش اغلب پرت می‌شود؛ در کلاس صحبت می‌کند؛ اغلب بیرون از صندلی یا دور از میز است. بازیگوشی‌اش از کنترل خارج می‌شود. عواقب اعمال را در نظر نمی‌گیرد.                                                                   |
| تنظیم عاطفی توانایی تعدیل پاسخ‌های عاطفی | فوران خلق و خوی، به راحتی گریه می‌کند، خیلی راحت ناامید می‌شود. خیلی زود عصبانی می‌شود، نسنجیده عمل می‌کند. |

مهارت‌های هدف‌مدار
| زمینه کمبودها | نمودها در کلاس درس |
| --- | --- |
| برنامه‌ریزی. امکان فهرست کردن مراحل مورد نیاز برای رسیدن به یک هدف یا تکمیل یک کار                                                            | وقتی تکالیف سنگینی به او داده می‌شود نمی‌داند از کجا شروع کند. به راحتی تحت فشار تکالیف مستغرق می‌شود، در تدوین برنامه برای پروژه‌های بلند مدت مشکل دارد، راهبردهایش در حل مسئله بسیار محدود و تصادفی هستند. قبل از اینکه به اندازه کافی الزامات اولیه کاری را در نظر بگیرد آن را شروع می‌کند. در فهرست کردن مراحل مورد نیاز برای تکمیل یک کار ناتوان است. |
| سازمان‌دهی. مهارت چیدمان اطلاعات یا مطالب بر اساس یک سیستم                                                                                    | میزش به هم ریخته‌است، کلاسور، دفترچه یادداشت، کتاب‌ها، اوراق، تکالیف و غیره را گم می‌کند؛ اطلاعات مهم را یادداشت نمی‌کند؛ در بازیابی اطلاعات در هنگام نیاز مشکل دارد. |
| مدیریت زمان. توانایی درک اینکه چقدر زمان در دسترس است، یا تخمین زدن مدت زمان انجام یک کار و پایش مدت زمان سپری‌شده نسبت به مقدار کار انجام‌شده | کار ناچیزی در یک دوره زمانی مشخص انجام می‌دهد. اتلاف وقت، سپس عجله برای تکمیل یک کار در آخرین لحظه؛ اغلب با تأخیر به کلاس می‌رسد و تکالیف دیر انجام می‌شوند. مشکل در تخمین مدت زمان انجام یک کار؛ درک محدود از گذشت زمان. |
| خود نظارتی. توانایی تأمل و ارزیابی عملکرد خود (همچنین می‌توان به عنوان یک توانایی فراشناختی در نظر گرفت)                                      | خطاهای از سر «غفلت» می‌کند. تکلیف را پیش از تحویل بررسی نمی‌کند. برای ارزیابی اینکه اوضاع در میانه یک کار یا فعالیت چگونه پیش می‌رود تأمل نمی‌کند. تصور می‌کند یک کار به خوبی انجام شده، در حالی که در واقع ضعیف انجام شده‌است. فکر می‌کند یک کار ضعیف انجام شده‌است، در حالی که در واقع به خوبی انجام شده‌است.                                                |

معلمان نقش تعیین‌کننده ای در اجرای راهبردهایی با هدف بهبود موفقیت تحصیلی و عملکرد کلاس در افراد دارای نارسایی اجرایی دارند. در یک محیط کلاسی، هدف مداخله در نهایت باید اعمال کنترل بیرونی، در صورت لزوم (مثلاً سازگار کردن محیط با کودک، ارائه حمایت بزرگسالان) در تلاش برای اصلاح رفتارهای مشکل ساز یا تکمیل کاستی‌های مهارتی باشد. در نهایت، مشکلات عملکرد اجرایی را نباید به خصایص یا ویژگی‌های شخصیتی منفی نسبت داد (به عنوان مثال تنبلی، بی‌انگیزگی، بی‌انگیزگی، و لجبازی) زیرا این انتسابات نه مفید هستند و نه دقیق.
عوامل متعددی باید در توسعه راهبردهای مداخله در نظر گرفته شود. برخی از این ملاحظات شامل موارد زیر هستند: سطح رشد کودک، ناتوانی‌های مرتبط با چندابتلایی، تغییرات محیطی، عوامل انگیزشی، و استراتژی‌های مربیگری. همچنین توصیه می‌شود که در صورت امکان استراتژی‌ها به جای اتخاذ رویکرد واکنشی، رویکردی فعالانه در مدیریت کاستی‌های رفتاری یا مهارتی داشته باشند. به عنوان مثال، آگاهی از موقعیتی که دانش آموز ممکن است در طول روز با مشکل مواجه شود می‌تواند به معلم در برنامه‌ریزی برای اجتناب از این موقعیت‌ها یا برنامه‌ریزی برای برآوردن نیازهای دانش آموز کمک کند.
افرادی که دچار اختلال عملکرد اجرایی هستند، سرعت پردازش شناختی کمتری دارند و بنابراین اغلب برای تکمیل وظایف نسبت به افرادی که قابلیت‌های عملکرد اجرایی معمولی را نشان می‌دهند نیازمند زمان بیشتری هستند. این می‌تواند برای فرد ناامید کننده باشد و می‌تواند مانع پیشرفت تحصیلی شود. اختلالات مؤثر بر کودکان مانند ADHD، همراه با اختلال نافرمانی مقابله‌ای، اختلال سلوک، اوتیسم با عملکرد بالا و سندرم تورت، همگی شامل نقص عملکرد اجرایی هستند.
علاوه بر این، برخی از افراد مبتلا به ADHD اظهار می‌کنند که احساس خواب آلودگی مکرر را تجربه می‌کنند. این می‌تواند مانع توجه آنها برای سخنرانی‌ها، خواندن و تکمیل تکالیف شود. همچنین مشخص شده‌است که افراد مبتلا به این اختلال به محرک‌های بیشتری برای پردازش اطلاعات در خواندن و نوشتن نیاز دارند. پردازش آهسته ممکن است در رفتار به عنوان نشانه‌ای از فقدان انگیزه از طرف یادگیرنده ظاهر شود. با این حال، پردازش آهسته منعکس کننده اختلال در توانایی هماهنگی و ادغام چندین مهارت و منابع اطلاعاتی است.
دغدغه اصلی افراد مبتلا به اوتیسم در مورد یادگیری، تقلید از مهارت هاست. این می‌تواند در بسیاری از جنبه‌ها مانند یادگیری در مورد نیات دیگران، حالات ذهنی، گفتار، زبان و مهارت‌های اجتماعی عمومی مانع باشد. افراد مبتلا به اوتیسم معمولاً وابسته به روال‌هایی هستند که از پیش به آنها تسلط دارند و در شروع کارهای غیر معمول جدید مشکل دارند. اگرچه تخمین زده می‌شود ۲۵ تا ۴۰ درصد از افراد مبتلا به اوتیسم نیز دارای ناتوانی یادگیری هستند، اما بسیاری از آنها حافظه به‌یادسپاری و حافظه قابل توجهی برای دانش توصیفی از خود نشان می‌دهند. به این ترتیب تکرار، بنیادی‌ترین و موفق‌ترین روش برای آموزش افراد مبتلا به اوتیسم است.
توجه و تمرکز برای افراد مبتلا به سندرم تورت فرایند دشواری است. افراد مبتلا به این اختلال به راحتی حواسشان پرت می‌شود و ممکن است بسیار تکانشی عمل کنند. به همین دلیل بسیار مهم است که محیطی آرام با حواس‌پرتی کم برای محیط آموزشی مناسب داشته باشید. تمرکز به ویژه برای کسانی که مبتلا به سندرم تورت همراه با اختلالات دیگر مانند اختلال کم‌توجهی بیش‌فعالی یا اختلال وسواسی-جبری هستند دشوار است، تمرکز را بسیار دشوار می‌کند. همچنین، این افراد گاهی کلمات یا عبارات را به‌طور مداوم یا بلافاصله پس از یادگیری یا پس از یک دوره زمانی تأخیری تکرار می‌کنند.

### رفتار مجرمانه
اختلال عملکرد پیشانی به عنوان یک نشانگر برای رفتار مجرمانه مداوم شناخته شده‌است. قشر قدامی مغز با عملکردهای ذهنی از جمله: طیف عاطفی هیجانات، دوراندیشی و خودکنترلی ملازم است. علاوه بر این، کمبود کنترل ذهنی توسط افراد با اختلال عملکرد در این زمینه بر رفتار خود، کاهش انعطاف‌پذیری و خودکنترلی و ناکارآمدی آنها در درک پیامدهای رفتاری وجود دارد که ممکن است به رفتار بی‌ثبات (یا مجرمانه) منتهی شود. در یک مطالعه در سال ۲۰۰۸ انجام شد، مشخص شد که مجرمان سابقه‌دار که در این مطالعه در نظر گرفته شده بودند، دارای اختلالات اجرایی بودند. با توجه به این واقعیت که ناهنجاری در عملکرد اجرایی می‌تواند نحوه واکنش افراد به برنامه‌های توانبخشی و بازپروری را محدود کند، این یافته‌ها دربارهٔ مجرمان سابقه‌دار موجه است.
بین رفتار ضداجتماعی و نقایص عملکرد اجرایی روابط معناداری از نظر آماری مشخص شده‌است. این یافته‌ها مربوط به بی‌ثباتی عاطفی است که با عملکرد اجرایی به‌عنوان یک علامت مخرب مرتبط است که می‌تواند با رفتار مجرمانه نیز مرتبط باشد. نقص غیرقابل کنترل عملکرد اجرایی، احتمال رفتار پرخاشگرانه را افزایش می‌دهد که می‌تواند منجر به عمل مجرمانه شود. آسیب قشر پیش‌پیشانی همچنین مانع از توانایی اجتناب از خطر و قضاوت اجتماعی می‌شود و ممکن است باعث پرخاشگری انعکاسی شود. پاسخ متداول به این یافته‌ها این است که بروز بیشتر ضایعات مغزی در بین جمعیت جنایتکار ممکن است به دلیل خطرات مرتبط با زندگی جنایتکارانه باشد. در کنار این استدلال، فرض می‌شود که برخی از ویژگی‌های شخصیتی دیگر عامل نادیده گرفتن مقبولیت اجتماعی و کاهش توانایی اجتماعی است.
علاوه بر این، برخی باور دارند که این اختلال نمی‌تواند تنها مقصر باشد. عوامل محیطی متقابلی وجود دارند که بر احتمال اقدام مجرمانه نیز تأثیر دارند. این نظریه می‌گویند که افراد مبتلا به اختلال عملکرد اجرایی، کمتر قادر به کنترل تکانه‌ها یا پیش‌بینی پیامدهای اعمالی هستند که در لحظه جذاب به نظر می‌رسند و معمولاً توسط عوامل محیطی تحریک می‌شوند.
تشخیص این نکته ضرورت دارد که ناامیدی‌های زندگی، همراه با توانایی ناکافی برای کنترل وقایع زندگی، می‌تواند به راحتی باعث پرخاشگری یا سایر فعالیت‌های مجرمانه شود.